# 마리필리프 풀랭
마리필리프 풀랭(프랑스어: Marie-Philip Poulin, 1991년 3월 28일~)은 캐나다의 여자 아이스하키 선수로 포지션은 포워드이다. 캐나다 여자 하키 리그의 카나디엔 드 몽레알 소속으로 뛰었으며 현재 캐나다 여자 아이스하키 국가대표팀의 주장을 맡고 있다. 캐나다 국가대표팀 소속으로 올림픽 3회, 세계 선수권 대회 3회 우승을 차지했으며 자신이 참가한 올림픽 4번 중 3번(2010, 2014, 2022)을 결승전에서 결승골을 넣은 것으로 유명하다. 이로 인해 "캡틴 클러치(영어: Captain Clutch)"라는 별명을 얻었다. 2010년 동계 올림픽에서 혼자 2골을 넣으며 팀의 우승에 기여했고 2015년부터 캐나다 대표팀의 주장을 맡아 2018년 동계 올림픽 은메달, 2022년 동계 올림픽에서 캐나다 대표팀의 금메달을 이끌었다.